# Tatiana Markus
Tatiana Yosypivna Markus (em ucraniano:  Тетяна Йосипівна Маркус; Romny, 21 de setembro de 1921 – Kiev, 29 de janeiro de 1943) foi uma militante da resistência anti-nazista na rede clandestina de Kiev, durante a Segunda Guerra Mundial.
Em 2006, o então presidente da Ucrânia, Viktor Yushchenko, assinou um decreto que lhe conferiu o título de Heroína da Ucrânia por sua luta contra os nazistas durante a Segunda Guerra.

## Biografia
Markus nasceu no Shtetl de Romny, em 1921, em uma grande família de origem judaica.  Ainda era criança quando a família se mudou para Kiev. Depois de se formar no colégio, em 1938, ela começou a trabalhar como secretária do departamento pessoal do serviço de passageiros da Southwestern Railways. No verão de 1940, ela foi transferida para Kishinev, onde trabalhou no pátio de trólebus da mesma empresa.
Após a tomada de Quixinau pelos romenos, Markus retornou a Kiev, ocupada pelos nazistas em 1941. O pai de Tatiana, Yosyp Marcus, também ficou em Kiev. O restante da família foi evacuado para Kharkiv. A partir de então ela começou a trabalhar ativamente nas atividades da resistência, onde participou de atos de sabotagem, em especial jogando buquês de flores em soldados nazistas em marcha, com granadas ativas dentro. Um dos motivos para ficar na cidade seria seu amor por Georgy (George) Levitsky, um dos membros da resistência ucraniana.
Com documentos falsos, Markus se registrou em uma em pensão com o nome de Tatiana Markusidze: inventou-se a história de que ela seria a filha de um príncipe georgiano executado pelos bolcheviques. Com esse nome, ela foi contratada para trabalhar em uma cantina de um oficial nazista. Lá, ela continuou com sucesso sua atividade de sabotagem: colocou veneno na comida dos oficiais da SS. Vários oficiais morreram e Markus foi logo considerada suspeita.
Além disso, em um ato de raiva impensado após a morte do pai e de Levitsky, ela atirou pessoalmente em um valioso informante da Gestapo e transmitiu informações clandestinas sobre traidores que trabalhavam com a Gestapo. Muitos oficiais do exército alemão foram atraídos por sua beleza e tentaram persegui-la. Um era um oficial de alto escalão de Berlim, que foi morto a tiros por Markus em seu apartamento depois de chegar à cidade para lutar contra guerrilheiros clandestinos. Durante seu período de atividade, ela matou dezenas de soldados e oficiais alemães.
Uma vez, após atirar e matar um oficial nazista, ela deixou um bilhete, que acabaria sendo essencial para que os nazistas descobrissem sua real identidade:
| “ | Todos vocês, fascistas nojentos, terão o mesmo destino. Tatiana Markusidze | ” |

## Morte
Markus foi forçada a se esconder após as mortes de nazistas chamarem a atenção. Por algum tempo, ela ficou em um apartamento na Praça Lvivska. Um dos combatentes pretendia levá-la para fora da cidade para o destacamento partidário "Pela Pátria". Ao deixar a cidade, ele escreveu um bilhete dizendo que partiria de barco em direção a Ostra e lá esperaria por ela. Quando Tatiana chegou no apartamento do colega para pegar as instruções, ela foi seguida e capturada pela Gestapo enquanto tentava cruzar o Dnieper em 22 de agosto de 1942.

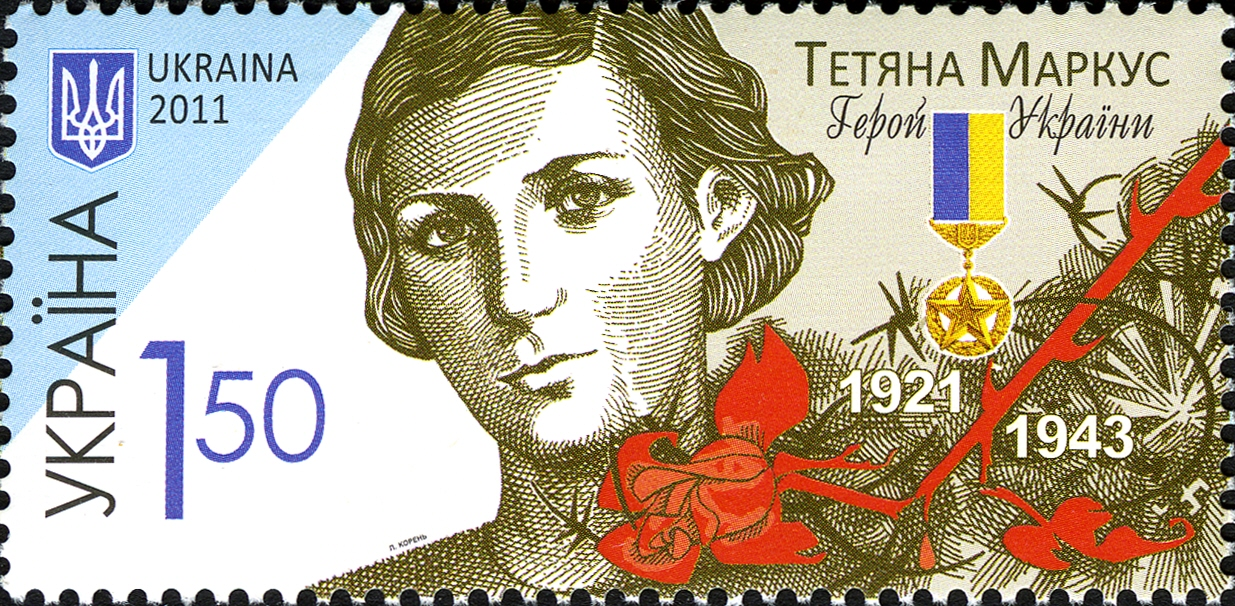
Selo em homenagem a Tatiana Markus, 2011

Tatiana foi brutalmente torturada pela Gestapo por cinco meses para entregar os nomes de colegas, mas nunca traiu ninguém. Eles a espancavam, marcavam sua pele com ferro e quando ela desmaiava, jogavam água fria para que acordasse e a tortura recomeçava. As torturas se intensificaram quando descobriram que ela judia. Seus cabelos e unhas foram arrancados, seus seios foram cortados, mas ela não disse nada aos nazistas.
Em 29 de janeiro de 1943, aos 21 anos, Markus foi morta a tiros em Kiev e seu corpo foi jogado na ravina de Babi Yar, junto de outras milhares de vítimas dos nazistas. Em agosto de 1943, tentando esconder os vestígios de seus crimes, os nazistas exumaram e queimaram os corpos dos mortos e espalharam suas cinzas sobre Babi Yar. Em 1 de dezembro de 2009, um monumento a Tatiana Marcus foi inaugurado no mesmo local.

## Legado
Uma placa memorial dedicada a Markus e sua luta contra os nazistas foi colocada na escola nº 44 de Kiev, onde ela estudou, mas a placa foi destruída na primavera de 2016.
Por decreto do então presidente da Ucrânia em 2006, Viktor Yushchenko, Tatiana recebeu o título de Heroína da Ucrânia, por sua coragem e pelo sacrifício pessoal na luta contra os invasores fascistas na Grande Guerra Patriótica entre 1941-1945.
Em 1 de dezembro de 2009, um monumento em homenagem a Tatiana Markus foi erigido e inaugurado em Babi Yar. Em setembro de 2011, um selo oficial na Ucrânia foi dedicado à sua memória.